# Tønder Gymnasium
Tønder Gymnasium udbyder almen studentereksamen (STX) og hf-kursus i Tønder.
Der går ca. 400 elever på Tønder Gymnasium, som beskæftiger cirka 45 undervisere. Gymnasiet tilbyder 6 studieretninger inden for STX og 3 HF-retninger. Gymnasiet har lang tradition for internationalt samarbejde, herunder omkring en særlig international klasse, hvor undervisningen foregik i samarbejde med det tyske gymnasium, Friedrich-Paulsen-Schule (de), der ligger i Nibøl, Slesvig-Holsten.
Geografisk ligger gymnasiet centralt i Tønder by på Astronom Hansensgade 9.
Tønder Gymnasium administrerer bl.a. Ida Maria Henrichsens Mindelegat, Den Sønderjydske Fonds Tønder-studenterlegat, Peter Carl Hansens Mindelegat og Tønder Statsskoles Elevforenings Legat-Fond.

## Historie
Gymnasiet blev oprettet i forbindelse med Genforeningen i 1920 som Tønder Statsskole. I 1986 overgik gymnasiet fra staten til Sønderjyllands Amt og skiftede i samme ombæring navn til Tønder Gymnasium og HF. Skolen blev selvejende i 2007 og droppede i den forbindelse og HF i navnet, som nu blot er Tønder Gymnasium.
Fysisk består gymnasiet af fire store fløje samt en tidligere administrationsbygning, som nu også bruges til undervisning (Tænketanken). Den ældste bygning er fra preussisk tid og tegnet af Tønder-arkitekt Thaysen. I dag kaldes den Vestfløjen, som foruden undervisningslokaler rummer skolens bibliotek, historiske auditorium og gymnastiksal, administration og personalerum. I forlængelse af den vestlige fløj ligger til hver sin side Nordfløjen og Sydfløjen. Den nordlige fløj rummer undervisningslokaler og en historisk kantine, hvor der i dag er elevophold og minibiograf. Sydfløjen huser de naturvidenskabelige undervisningslokaler, herunder Alu Science Center.
Over for de tre fløje ligger Østfløjen med både undervisningslokaler, kantine og moderne fællessal. Skolens idrætsfaciliteter ligger i forbindelse med Tønderhallerne, 8 min gang gennem den historiske bymidte. Faciliteterne omfatter sportshal, multisal, klatrevæg, crossfit, svømning, atletik og boldbaner.
Alle bygninger omkranser en større gård, hvor der er parkeringsplads og udendørs opholdssteder.

## Rektorer
- Axel West (1920-1930)
- Jakob Randrup (1930-1954)
- Anders Feilberg Jørgensen (1954-1962)
- Hans Otto Jensen (1962-1982)
- Else Fynbo (1982-1997)
- Jesper Vildbrad (1997-2005)
- Jens Nielsen Gade (2005-2017)
- Anna Amby Frejbæk (2017-2022)
- Karl Jørgen Møller (2022-nu)

For kendte studenter fra Tønder Gymnasium, se: Kategori:Studenter fra Tønder Gymnasium